# Afroneta blesti
Afroneta blesti là một loài nhện trong họ Linyphiidae. Loài này được phát hiện ở Ethiopië.